# Fontaine du Doubs
La fontaine du Doubs est une fontaine publique située à Besançon dans le département du Doubs.

## Localisation
La fontaine est sise à l'angle de la rue Ronchaux et de la rue Mégevand.

## Histoire
La fontaine se veut une allégorie du Doubs, rivière passant à Besançon. Son édification fut confiée à l'entrepreneur Joseph Nodier (grand-père de Charles Nodier). Elle fut sculptée  de 1747 à 1751 par Jacques Perrette[1] d'après les plans de l'architecte municipal Charles François Longin  et une maquette du sculpteur François Devosge.
Le Doubs est représenté de manière allégorique  sous les traits de Neptune, dieu-fleuve à la longue barbe.
À la suite de nombreuses dégradations, la sculpture de Neptune a été déposée pour rejoindre les collections du musée des beaux-arts et d'archéologie de Besançon ; c'est une copie qui a pris sa place.
La fontaine fait l’objet d’un classement au titre des monuments historiques depuis le 16 août 1921.

## Architecture
La façade est ornée de bossages vermiculés créant l'encadrement d'une niche qui accueille la statue de Neptune. Sa main droite tenait une rame (retirée), attribut de la navigation, tandis que son bras gauche repose sur une urne qui verse l'eau dans le bassin. La corniche est couronnée par un vase d'où s'échappent deux branches de lys soutenues par un ange de chaque côté. La partie supérieure de cette décoration aboutit en un attique qui lui sert d'appui. La fontaine a été  restaurée vers 2010.